# Liste des monuments historiques de Laval
Cet article concerne la ville française. Pour la ville canadienne, voir Liste des lieux patrimoniaux de Laval.
Ce tableau présente la liste de tous les monuments historiques classés ou inscrits dans la ville de Laval, Mayenne, en France.

## Liste
| Monument                                      | Adresse                                                                        | Coordonnées                        | Notice         | Protection     | Date        | Illustration                                  |
| --------------------------------------------- | ------------------------------------------------------------------------------ | ---------------------------------- | -------------- | -------------- | ----------- | --------------------------------------------- |
| Basilique Notre-Dame d'Avesnières             | Quai d'Avesnières                                                              | 48° 03′ 36″ nord, 0° 45′ 47″ ouest | « PA00109529 » | Classé         | 1840        | Basilique Notre-Dame d'Avesnières             |
| Bâtiment des bains-douches                    | 32-32bis quai Albert Goupil                                                    | 48° 04′ 01″ nord, 0° 46′ 09″ ouest | « PA53000035 » | Inscrit        | 2014        | Bâtiment des bains-douches                    |
| Cathédrale de la Sainte-Trinité               | Place Hardy-de-Lévaré                                                          | 48° 04′ 05″ nord, 0° 46′ 25″ ouest | « PA00109523 » | Classé         | 1840        | Cathédrale de la Sainte-Trinité               |
| Chapelle du lycée Ambroise-Paré               | Rue du Lycée                                                                   | 48° 03′ 59″ nord, 0° 46′ 32″ ouest | « PA00109524 » | Inscrit        | 1926        | Chapelle du lycée Ambroise-Paré               |
| Chapelle Notre-Dame de Pritz                  | Rue du Vieux-Saint-Louis                                                       | 48° 05′ 17″ nord, 0° 46′ 36″ ouest | « PA00109525 » | Inscrit Classé | 1926 1938   | Chapelle Notre-Dame de Pritz                  |
| Vieux Château                                 | Place de la Trémoille                                                          | 48° 04′ 06″ nord, 0° 46′ 15″ ouest | « PA00109527 » | Classé         | 1840        | Vieux Château                                 |
| Église des Cordeliers                         | Place Notre-Dame                                                               | 48° 04′ 12″ nord, 0° 46′ 42″ ouest | « PA00109528 » | Inscrit        | 1926        | Église des Cordeliers                         |
| Église Saint-Martin                           | Impasse de Rennes                                                              | 48° 04′ 17″ nord, 0° 46′ 47″ ouest | « PA00109530 » | Classé         | 1979        | Église Saint-Martin                           |
| Église Saint-Pierre-le-Potier                 | Chemin de Saint-Pierre                                                         | 48° 02′ 05″ nord, 0° 45′ 21″ ouest | « PA53000002 » | Inscrit        | 1996        | Église Saint-Pierre-le-Potier                 |
| Église Saint-Vénérand                         | Rue du Pont de Mayenne                                                         | 48° 04′ 07″ nord, 0° 45′ 59″ ouest | « PA00109531 » | Classé         | 1975        | Église Saint-Vénérand                         |
| Fontaine                                      | Place des Quatre-Docteurs-Bucquet                                              | 48° 04′ 01″ nord, 0° 46′ 15″ ouest | « PA00109532 » | Inscrit        | 1930        | Fontaine                                      |
| Fontaine                                      | Place Saint-Tugal                                                              | 48° 04′ 10″ nord, 0° 46′ 27″ ouest | « PA00109533 » | Inscrit        | 1930        | Fontaine                                      |
| Fontaine Saint-Martin                         | 90 rue de Rennes                                                               | 48° 04′ 16″ nord, 0° 46′ 43″ ouest | « PA00109535 » | Inscrit        | 1930        | Fontaine Saint-Martin                         |
| Fontaine des Trois Croix                      | Place des Trois-Croix à l'origine. Transférée au jardin de la Perrine en 1936. | 48° 03′ 55″ nord, 0° 46′ 11″ ouest | « PA00109534 » | Inscrit        | 1929        | Fontaine des Trois Croix                      |
| Halles aux toiles (détruites en 1976)         | Place de Hercé, à l'emplacement de l'actuelle bibliothèque municipale.         | 48° 03′ 55″ nord, 0° 46′ 22″ ouest | « PA00109536 » | Inscrit        | 1926        | Halles aux toiles (détruites en 1976)         |
| Hôtel d'Argentré                              | 62 rue du Lycée                                                                | 48° 03′ 59″ nord, 0° 46′ 40″ ouest | « PA53000027 » | Inscrit        | 2008        | Hôtel d'Argentré                              |
| Hôtel du Bas du Gast                          | 6 rue de la Halle-aux-Toiles                                                   | 48° 03′ 52″ nord, 0° 46′ 21″ ouest | « PA53000007 » | Inscrit        | 1997        | Hôtel du Bas du Gast                          |
| Hôtel de Montfrand                            | 21, 23, 25 rue du Hameau                                                       | 48° 04′ 12″ nord, 0° 45′ 51″ ouest | « PA00109537 » | Inscrit        | 1983        | Hôtel de Montfrand                            |
| Hôtel particulier Dutreil                     | 36 quai Béatrix-de-Gâvre rue Jules-Ferry                                       | 48° 04′ 20″ nord, 0° 46′ 12″ ouest | « PA00109637 » | Inscrit        | 1990        | Hôtel particulier Dutreil                     |
| Hôtel Périer du Bignon                        | Rue du Marchis                                                                 | 48° 03′ 57″ nord, 0° 46′ 27″ ouest | « PA53000017 » | Inscrit        | 2001        | Hôtel Périer du Bignon                        |
| Immeuble Maistre Julien Briand                | Place de la Trémoille                                                          | 48° 04′ 08″ nord, 0° 46′ 19″ ouest | « PA00109538 » | Classé         | 1929        | Immeuble Maistre Julien Briand                |
| Logis des Éperons                             | 2 rue des Éperons                                                              | 48° 04′ 02″ nord, 0° 46′ 17″ ouest | « PA00109539 » | Inscrit        | 1987        | Logis des Éperons                             |
| Maison du Pou volant                          | 26 et 28 Grande rue                                                            | 48° 04′ 05″ nord, 0° 46′ 15″ ouest | « PA00109541 » | Inscrit        | 1926        | Maison du Pou volant                          |
| Maison                                        | 21 Grande rue                                                                  | 48° 04′ 04″ nord, 0° 46′ 14″ ouest | « PA00109542 » | Inscrit        | 1926        | Maison                                        |
| Maison                                        | 9 et 11 Grande rue                                                             | 48° 04′ 05″ nord, 0° 46′ 13″ ouest | « PA00109543 » | Inscrit        | 1933        | Maison                                        |
| Maisons                                       | 25 et 32 Grande rue                                                            | 48° 04′ 04″ nord, 0° 46′ 15″ ouest | « PA00109540 » | Inscrit        | 1927        | Maisons                                       |
| Maison                                        | 36 rue du Mans                                                                 | 48° 04′ 01″ nord, 0° 45′ 45″ ouest | « PA53000039 » | Inscrit        | 2018        | Image manquante Téléverser                    |
| Maison                                        | 20 rue de Paradis                                                              | 48° 04′ 06″ nord, 0° 45′ 55″ ouest | « PA00109546 » | Inscrit        | 1927        | Maison                                        |
| Maison à pan de bois du 23 rue des Serruriers | 23 rue des Serruriers                                                          | 48° 04′ 03″ nord, 0° 46′ 24″ ouest | « PA00109547 » | Inscrit        | 1926        | Maison à pan de bois du 23 rue des Serruriers |
| Maison de Clermont                            | 7, 9, 11 rue de la Trinité                                                     | 48° 04′ 04″ nord, 0° 46′ 23″ ouest | « PA00109548 » | Inscrit        | 1926        | Maison de Clermont                            |
| Maison du Coq-Hardy                           | 27-29 place de la Trémoille                                                    | 48° 04′ 07″ nord, 0° 46′ 19″ ouest | « PA53000041 » | Inscrit        | 4 mars 2020 | Maison du Coq-Hardy                           |
| Maison du Grand-Veneur                        | 68, 70 Grande rue 14 rue des Orfèvres                                          | 48° 04′ 05″ nord, 0° 46′ 20″ ouest | « PA00109545 » | Classé         | 1883        | Maison du Grand-Veneur                        |
| Maison des Maires                             | 31 Grande rue                                                                  | 48° 04′ 04″ nord, 0° 46′ 15″ ouest | « PA00109544 » | Inscrit Classé | 1927 1952   | Maison des Maires                             |
| Manoir de Rouessé                             | 4 rue Salvador-Allende                                                         | 48° 03′ 48″ nord, 0° 47′ 42″ ouest | « PA00109549 » | Inscrit Classé | 1987 1989   | Manoir de Rouessé                             |
| Ancien palais de justice (château Neuf)       | Place de la Trémoille                                                          | 48° 04′ 08″ nord, 0° 46′ 17″ ouest | « PA00109526 » | Classé Inscrit | 1840 2006   | Ancien palais de justice (château Neuf)       |
| Pont Vieux                                    |                                                                                | 48° 04′ 06″ nord, 0° 46′ 10″ ouest | « PA00109550 » | Inscrit        | 1926        | Pont Vieux                                    |
| Porte Beucheresse                             |                                                                                | 48° 04′ 03″ nord, 0° 46′ 25″ ouest | « PA00109552 » | Classé         | 1931        | Porte Beucheresse                             |
| Presbytère de Saint-Vénérand                  | 12 rue de Paradis                                                              | 48° 04′ 07″ nord, 0° 45′ 55″ ouest | « PA00109551 » | Inscrit        | 1927        | Presbytère de Saint-Vénérand                  |
| Remparts                                      |                                                                                | 48° 04′ 02″ nord, 0° 46′ 18″ ouest | « PA00109552 » | Inscrit        | 1986        | Remparts                                      |
| Tour Belot-Oissel                             | Grande rue                                                                     | 48° 04′ 02″ nord, 0° 46′ 17″ ouest | « PA00109552 » | Inscrit        | 1936        | Tour Belot-Oissel                             |
| Tour Rennaise                                 |                                                                                | 48° 04′ 09″ nord, 0° 46′ 33″ ouest | « PA00109552 » | Inscrit        | 1930        | Tour Rennaise                                 |